# متعدد اهتزازات

R1=R2 = 1 kΩ, R3=R4 = 10 kΩ

متعدد الاهتزازات (بالإنجليزية: multivibrator)‏ أو الهزاز المتعدد دائرة كهربائية تستخدم لتنفيذ العديد من الأنظمة البسيطة ذات الحالتين، ومنها المتذبذب والمؤقت والقلاب. يتميز متعدد الاهتزازات بجهازي تضخيم (إما مقحلين وإما صمامين أو غيرها) تزاوجها (cross-coupled by) مقاومات أو مكثفات. وقد أطلقت تسمية متعدد الاهتزازات في الأصل على نوع معين من المتذبذبات المندرجة تحت التصنيف الأوسع لهذا النوع من الدوائر، وسميت كذلك لأن الشكل الموجي كان غنيا بالتوافقيات. وتصنف الهزازات المتعددة إلى ثلاثة أنواع حسب مبدأ عمل الدائرة:
- غير مستقرة - حيث لا تكون الدائرة مستقرة في أي من الحالتين، فتتقلد من حالة لأخرى بدون توقف. وتعمل بمبدأ متذبذب استرخاء [الإنجليزية]
- أحادية الاستقرار - حيث تكون إحدى الحالتين مستقرة، وتكون الحالة الأخرى غير مستقرة (وتسمى عارضة). يسبب نبض إشارة [الإنجليزية] دخول الدائرة إلى الحالة الغير مستقرة. وبعد دخولها تلك الحالة تعود الدائرة إلى الحالة المستقرة بعد فترة زمنية محددة. يستفاد من تلك الدائرة بخلق فترة زمنية محددة تكون بمثابة ردة فعل لحدث خارجي ما. وتعرف أيضا هذه الدائرة باسم الطلقة الواحدة.
- ثنائية الاستقرار حيث تكون الدائرة مستقرة في كلتا الحالتين، ويمكن قلبها من حالة إلى أخرى باستخدام نبضة زند. وتستخدم هذه الدائرة لحفظ بت من المعلومات. وتعرف أيضا باسم القلاب.